# Templer und Johanniter
Templer und Johanniter ist ein historischer Roman von Ludovica Hesekiel. 
Die Handlung umspannt zwischen 1288 und 1315 das gewaltsame Ende des Templerordens.

## Handlung
Der Romanheld Julian von Dorne ist Sohn eines Rittergeschlechts, das in Köln ansässig wurde, und der sich bei der Schlacht von Worringen seine ersten militärischen Verdienste erwirbt. Auf der Seite Kölns kämpfend erreicht er doch, dass der Hauptgegner, der Erzbischof Siegfried von Westerburg, nicht getötet, sondern nur gefangen genommen wird. 
Später wird er Tempelritter. Seine Unruhe treibt ihn in ungezählte Fehden, in denen er immer wieder der gerechten Seite zum Siege zu helfen versucht. So fällt er schließlich in einer Fehde des Kölner Erzbischofs als dessen Feldhauptmann.

## Bibliographische Angaben
Hesekiel, Ludovica: Templer und Johanniter.
- Originalausgabe in 2 Bänden, Jena 1887
- Verlag Deutsche Hausbücherei, Hamburg 1931 (Einmalige Ausgabe)
- Hanseatische Verlagsanstalt, Hamburg 1931